# Bloomfield, Quận Walworth, Wisconsin
Bloomfield là một thị trấn thuộc quận Walworth, tiểu bang Wisconsin, Hoa Kỳ. Năm 2010, dân số của thị trấn này là 5.724 người.